# Het Zesde Zintuig (Vlaanderen)
Het Zesde Zintuig was een Vlaams televisieprogramma dat te zien was op VTM. In dit programma testte presentator Johan Terryn mensen die beweren over een zesde zintuig te beschikken.
De eerste reeks werd nipt gewonnen door Jacqueline. Sylvia De Laet won overtuigend seizoen 2. In 2010 kwam er een derde seizoen.

## Reeks 1

### Kandidaten
| Naam       | Gave | Hulpmiddelen                                                                                        | Eindranking |
| ---------- | --- | --------------------------------------------------------------------------------------------------- | ----------- |
| Jacqueline | “Als kind namen entiteiten al contact met me op, maar ik heb pas onlangs besloten om hier bewust mee om te gaan."                      | Geen                                                                                                | Winnares    |
| Eveline    | “Als kind merkte ik al dat ik anders was. Ik zie mezelf als een doorgeefluik dat in contact staat met de hogere subtielere dimensies." | Geen. Ze kan wel bloemen lezen.                                                                     | 2e          |
| Naomi      | “Ik heb nooit anders geweten dan dat ik paranormaal begaafd was. Ik werd me van bepaalde dingen bewust die nadien bevestigd werden.    | Phoenix, een Apachi-indiaan, is haar gids.                                                          | 3e          |
| Philip     | "Ik sta in direct contact met God, van wie ik mijn intuïtief aanvoelen heb mogen ontvangen."                                           | mijn pendel, maar in geval van twijfel haal ik er soms mijn ‘Le Normandkaarten’ en wichelroede bij. | 4e          |
| Itai       | "Als kind hoorde ik vaak stemmetjes in mijn hoofd en toen op een dag mijn handen gloeiden, ontdekte ik de geneeskracht ervan."         | Een berenketting en een en sjamanendrum                                                             | 5e          |
| Anja       | "Ik weet eigenlijk niet wat het is om geen paranormale indrukken te hebben,het is gewoon wie ik ben."                                  | Geen                                                                                                | 6e          |

Tabel moet nog verder aangevuld worden. Dit zijn nog niet al de 12 kandidaten.

### Afleveringen

#### Aflevering 1 - De selectiedag
Locatie: Rubenskasteel te Elewijt.
Welke tekening werd gemaakt door mijn kind?De kandidaten krijgen een moeder te zien, met bij zich een aantal kindertekeningen. Ze moeten raden welke tekening gemaakt werd door haar zoon of dochter.
Een onzichtbaar persoon beschrijvenDe kandidaten komen in een ruimte waarin een hok staat, met daarin een bepaalde persoon. De opdracht is zo veel mogelijk te vertellen over deze persoon.
De ZenertestDe kandidaten moeten voorspellen welk plaatje er getoond zal worden.
Wat is er aan de hand met Kim?De kandidaten moeten aanvoelen welk verhaal deze persoon met zich meedraagt.
Kunnen de kandidaten een dramatische gebeurtenis aanvoelen?De kandidaten moeten aan de hand van een aantal persoonlijke voorwerpen aanvoelen wat er is gebeurd met de eigenaar.

#### Aflevering 2
Line-up
Wie is zwanger?
10 vrouwen op een rij, 2 ervan zijn zwanger. Kunnen de kandidaten aanduiden wie dat zijn?
Aanvoelen van een bekend overleden persoon
De kandidaten krijgen een foto in een gesloten omslag en een persoonlijk voorwerp van een bekende Vlaming. De getuige zit in een grote stoel met de rug naar de kandidaat, zij kunnen hem dus niet zien. Kunnen onze kandidaten zeggen over welke BV het gaat?
De testpersoon is Ann Christy en de getuige is weduwnaar Marc Hoyois.
Moordlocatie
- Slachtoffer: Dennis Salet – 24 jaar (23/01/1979)
- Datum: 29 maart 2003
- Locatie: Hotel Oase, Genk
- Feiten : Op de avond van 29 maart 2002 bouwt de 24-jarige Dennis in het hotel van zijn ouders een feestje met een bevriend koppel. Er wordt veel gedronken en er worden drugs gebruikt. Dennis valt in slaap, het koppel vertrekt. Niet veel later keert de man terug omdat hij niet tevreden is over de hoeveelheid cocaïne die Dennis hem heeft verkocht. Hij probeert Dennis te bestelen, maar die wordt wakker. De man slaat met een lege champagnefles zeven keer op het hoofd van Dennis. Twee dagen later sterft Dennis in het ziekenhuis.

#### Aflevering 3
Line-up
Wie heeft een crimineel verleden? 10 mannen op een rij, twee ervan zijn ooit veroordeeld en hebben een tijd in de gevangenis verbleven. Kunnen de kandidaten de twee ex-gedetineerden aanduiden?
Aanvoelen van een bekend persoon
Kunnen de kandidaten geblinddoekt aanvoelen dat Martine Jonckheere voor hen zit op de set van Familie?
Moordlocatie
- Slachtoffer: Jeffrey Ottevaere
- Datum: 10 juli 2002
- Locatie: Kerkdreef, Vichte (KSA-lokalen)
- Feiten: Op 10 juli 2002 werd jeugdleider Jeffrey neergestoken door een jaloerse liefdesrivaal. Jeffrey vormde net een koppeltje met vriendin Isabelle. Haar ex-vriendje kon niet aanvaarden dat ze met Jeffrey samen was. Toen alle KSA-leiders aan hun lokalen klaar stonden om op kamp te vertrekken liep de dader op Jeffrey af en stak hem met een mes in de borst. Jeffrey probeerde nog te ontkomen maar zijn verwondingen waren zo ernstig dat hij 50 meter verder dood neerviel.

## Reeks 2

### Kandidaten
Laatste 5 overblijvende kandidaten:
| Naam                | Eindranking |
| ------------------- | ----------- |
| Sylvia De Laet      | Winnares    |
| Sofie Castermans    | 2e          |
| Wen Steinier        | 3e          |
| Peter Mertens       | 4e          |
| Peter Schillebeeckx | 5e          |

Andere 7 eerder afgevallen kandidaten:
- Severien Algoet
- Luc Botte
- May Lambrechts
- Nadia Jacob
- Maria Remon
- Jerry Aerts
- Marielle Verhoef

### Afleveringen
- 9 afleveringen uitgezonden van 3 september 2009 tot 29 oktober 2009.